# Pelopides pedroi
Pelopides pedroi is een keversoort uit de familie Passalidae. De wetenschappelijke naam van de soort is voor het eerst geldig gepubliceerd in 2005 door Kon, Johki & Araya.